# 5626 Melissabrucker
5626 Melissabrucker è un asteroide near-Earth. Scoperto nel 1991, presenta un'orbita caratterizzata da un semiasse maggiore pari a 2,1940605 au e da un'eccentricità di 0,4546360, inclinata di 3,84934° rispetto all'eclittica.
L'asteroide è dedicato all'astronoma statunitense Melissa J. Brucker.